# جان اس. تنر (مورمون)
جان اس. تنر (انگلیسی: John Sears Tanner؛ زادهٔ ۲۷ ژوئیهٔ ۱۹۵۰) سیاست‌مدار اهل ایالات متحده آمریکا است.
وی همچنین برندهٔ جوایزی همچون برنامه فولبرایت شده‌است.